# Galdric Verdaguer
Galdric Verdaguer (Bouleternère, 15 settembre 1842 – Versailles, 22 febbraio 1872) è stato un militare francese.
Fu uno dei protagonisti dell'insurrezione del 18 marzo 1871, che portò alla costituzione della Comune di Parigi.

## Biografia
Nato in una famiglia di tessitori, nel 1859 fu arruolato nell'esercito prestando servizio in Algeria. Congedato nel 1866, visse a Tolone, dove si sposò e lavorò come operaio delle ferrovie. Fu richiamato alle armi nel 1870 in occasione della guerra franco-prussiana, con il grado di sergente dell'88º reggimento di fanteria di stanza a Parigi.
La mattina del 18 marzo 1871 il reggimento fu comandato dal governo di Thiers di impadronirsi dei pezzi di artiglieria custoditi a Montmartre dalla Guardia nazionale di Parigi. Il generale Lecomte, che comandava l'operazione, di fronte all'opposizione delle guardie e di centinaia di cittadini parigini, ordinò di sparare, ma Verdaguer si oppose, ordinando a sua volta di abbassare i fucili e facendo arrestare il generale che, tradotto nella sede del Comitato di vigilanza del XVIII arrondissement, qualche ora dopo fu fucilato dai suoi stessi soldati.
Verdaguer prese parte alla Comune, comandando il 91º battaglione della Guardia nazionale e combattendo fino alla Settimana di sangue, al termine della quale fu arrestato dalle forze di Versailles. Processato dalla corte marziale, il 18 novembre 1871 fu condannato a morte e fucilato nel campo militare di Satory, a Versailles, il 22 febbraio 1872.